# 野上嘉平
野上 嘉平（のがみ かへい、1863年9月4日〈文久3年7月22日〉 - 1913年〈大正2年〉10月3日）は日本の政治家、実業家。衆議院議員（憲政本党）。勲等は勲四等。

## 略歴
淡路国三原郡賀集村（現・南あわじ市）に生まれる。東京法学校（現・法政大学）で学んだ後、賀集村会議員、三原郡町村組合会議員、賀集村長、三原郡会議員などを務める。1892年（明治25年）2月、兵庫県会議員に三原郡選出で当選した。その後、再選した。1896年（明治29年）10月1日、府県制施行に伴い、県議を失職した。1902年（明治35年）、第7回衆議院議員総選挙に出馬し、当選する（連続3期当選）。
また、淡路銀行頭取、淡路製陶社長、福良汽船・淡路製紙各取締役などを歴任し、淡路民報を発刊する。